# Зонда
Зонда је врста веома сувог ветра који се јавља у Јужној Америци. Дува у источној подгорини Анда, нарочито у Аргентини.
достиже и брзину од 40 километара на час. Представља тип фенског ветра.